# 同普乡
同普乡（藏語：གདོང་ཕུ་），是中华人民共和国西藏自治区昌都市江达县下辖的一个乡镇级行政单位。

## 行政区划
同普乡下辖以下地区：
格巴村、夏荣村、木巴村、吉巴村、瓦足村、娘麦村、东斗村、江巴村和格亚村。